# Bolbomorphus quadriguttatus
Bolbomorphus quadriguttatus là một loài bọ cánh cứng trong họ Endomychidae. Loài này được miêu tả khoa học năm 1938 bởi Mader.